# Brasil nos Jogos Olímpicos de Verão de 1924
O Brasil competiu nos Jogos Olímpicos de Verão de 1924 em Paris, França com 12 atletas, sendo todos homens, em 3 esportes: atletismo, remo e tiro esportivo. A delegação não conquistou nenhuma medalha nessa edição das Olimpíadas. Um dos atletas, José Galimberti, disputou a prova de Lançamento de Martelo no dia 8 de julho de 1924 no Stadium Colombes Olympic, obtendo a vigésima colocação com a distância de 11,3m. No dia 13 de julho de 1924, no mesmo estádio, disputou a prova de Lançamento de Disco, e obteve a vigésima quinta colocação com a distância de 36,52m.